# ブンブンサタデー
『ブンブンサタデー』は、2005年10月8日から2006年3月25日までフジテレビ系列で土曜23時台に編成されていたバラエティ番組枠である。
2005年9月まで土曜23時台に編成されていた『23 SATURDAY DREAM SHOW』のリニューアル版で、同枠の放送番組に出演していたくりぃむしちゅーと青木さやかとMEGUMIが引き続き本枠の放送番組に出演していた。チーフプロデューサーは清水宏泰。
2005年10月29日の14時台にフジテレビや北海道文化放送などで放送された番組宣伝では、くりぃむしちゅーの有田哲平が、相方の上田晋也からこの枠の名称はブンブンサタデーだと伝えられると「ダサ」、変えたほうがいいかと尋ねられると「徹底的に戦ったほうがいいよ」と答えていた。

## 放送番組
| 放送時間                   | 番組名                            | 主な出演者         |
| 23:00 - 23:28ごろ（前半）  | ヴァケスケ                        | くりぃむしちゅー   |
| 23:28ごろ - 翌0:00（後半） | 世の中どこ見てんのよ!?ジャリバラ! | 青木さやか、MEGUMI |

1. 2005年12月24日には『ジャリバラ!』が前半で『ヴァケスケ』が後半と、通常とは逆の順序で放送された。
2. 2006年1月1日（日曜・祝日）には『ジャリバラ!』のみ放送があり、同番組の1時間半スペシャルが放送された。
3. 2006年1月7日には『ヴァケスケ』のみの放送で、同番組の1時間スペシャルが放送された。
4. 『ヴァケスケ』も『ジャリバラ!』も2006年3月11日に終了し、3月18日には枠そのものが休止。そして3月25日には最終回1時間スペシャルとして、両番組の出演者たちが一堂に会した単発企画『恋オトコテスト』が放送された。

| フジテレビ系列 土曜23時台                               | フジテレビ系列 土曜23時台                          | フジテレビ系列 土曜23時台                                           |
| 前番組                                                  | 番組名                                             | 次番組                                                              |
| ------------------------------------------------------- | -------------------------------------------------- | ------------------------------------------------------------------- |
| 23 SATURDAY DREAM SHOW （2005年4月9日 - 2005年9月24日） | ブンブンサタデー （2005年10月8日 - 2006年3月25日） | くるくるドカン〜新しい波を探して〜 （2006年4月8日 - 2006年9月30日） |